# Xã Killbuck, Quận Holmes, Ohio
Xã Killbuck (tiếng Anh: Killbuck Township) là một xã thuộc quận Holmes, tiểu bang Ohio, Hoa Kỳ. Năm 2010, dân số của xã này là 1.982 người.